# Willa przy ul. Katowickiej 9/11/11A w Warszawie
Willa przy ul. Katowickiej 9/11/11A – dom trójrodzinny Lachertów przy ul. Katowickiej na Saskiej Kępie w Warszawie, zaprojektowany przez Bohdana Lacherta i Józefa Szanajcę, wybudowany w latach 1928–1929.

## Założenia i historia
Jest jednym z pierwszych przykładów zastosowania w Polsce pięciu zasad nowoczesnej architektury sformułowanych przez Le Corbusiera. Szkieletowa konstrukcja pozwoliła na swobodne formowanie wnętrz i elewacji. Częściowo otwarty parter wsparty został na słupach. Od strony ulicy zastosowano wąskie pasmowe okna, natomiast tył został przeszklony, co stanowić miało swoiste połączenie wnętrza z ogrodem.
Budynek podzielono na 3 mieszkania, z których każde stanęło na osobnej parceli z ogródkiem. W części pod numerem 9 mieszkał aż do swej śmierci w 1987 współprojektant domu Bohdan Lachert, ok. 1990 lokal stał się siedzibą Fundacji Dom Holenderski. W kolejnych segmentach mieszały: Z. Lechowska (nr 11) i M. Ostrowska (nr 11a). Mieszkania trzypoziomowe o powierzchni ok. 150 m², z dwukondygnacyjnym salonem jako rdzeniem każdego segmentu. W segmencie Lacherta (nr 9) nawiązano do willi Le Corbusiera (zwłaszcza La Roche, Paryż, 1923–1924). 
Dom został uszkodzony w czasie II wojny światowej, jednak nadawał się do remontu. 
W 1973 budynek wpisany do rejestru zabytków.

## Konstrukcja
Parcele okazały się bardzo małe – np. powierzchnia parceli środkowej wyniosła tylko 219 m². Nad powierzchnią całego domu usytuowano taras. Konstrukcja ścian oparto na kostkach celolitowych o wymiarach 20x25x40 cm. Grubość ścian zewnętrznych wyniosła 25 cm, wewnętrznych konstrukcyjnych – 20 cm Ścianki działowe wykonano z celogipsu.
Ciężar celolitowej konstrukcji stropów przeniesiony na ściany wewnętrzne nie przekroczył 3 ha/m². Przesklepienia nad otworami wewnętrznymi wykonano z belek celolitowych zbrojonych, nad oknami zastosowano dalszy ciąg stropu, który się wsparł na ścianach prostopadłych do frontu budynku. Strop z płyt celolitowych zbrojonych o gr. 13 cm wsparto na belkach żelaznych. Całkowita grubość stropu nie przekroczyła 15 cm.
Odwodnienie tarasów zaprojektowano wewnątrz budynku. Na konstrukcję tarasu złożyły się: płyty celolitowe na belkach żelaznych, ubijany żużel, warstwy żużlobetonu, trzykrotnie klejona papa oraz żwir.

## Galeria

### Pierwotne plany

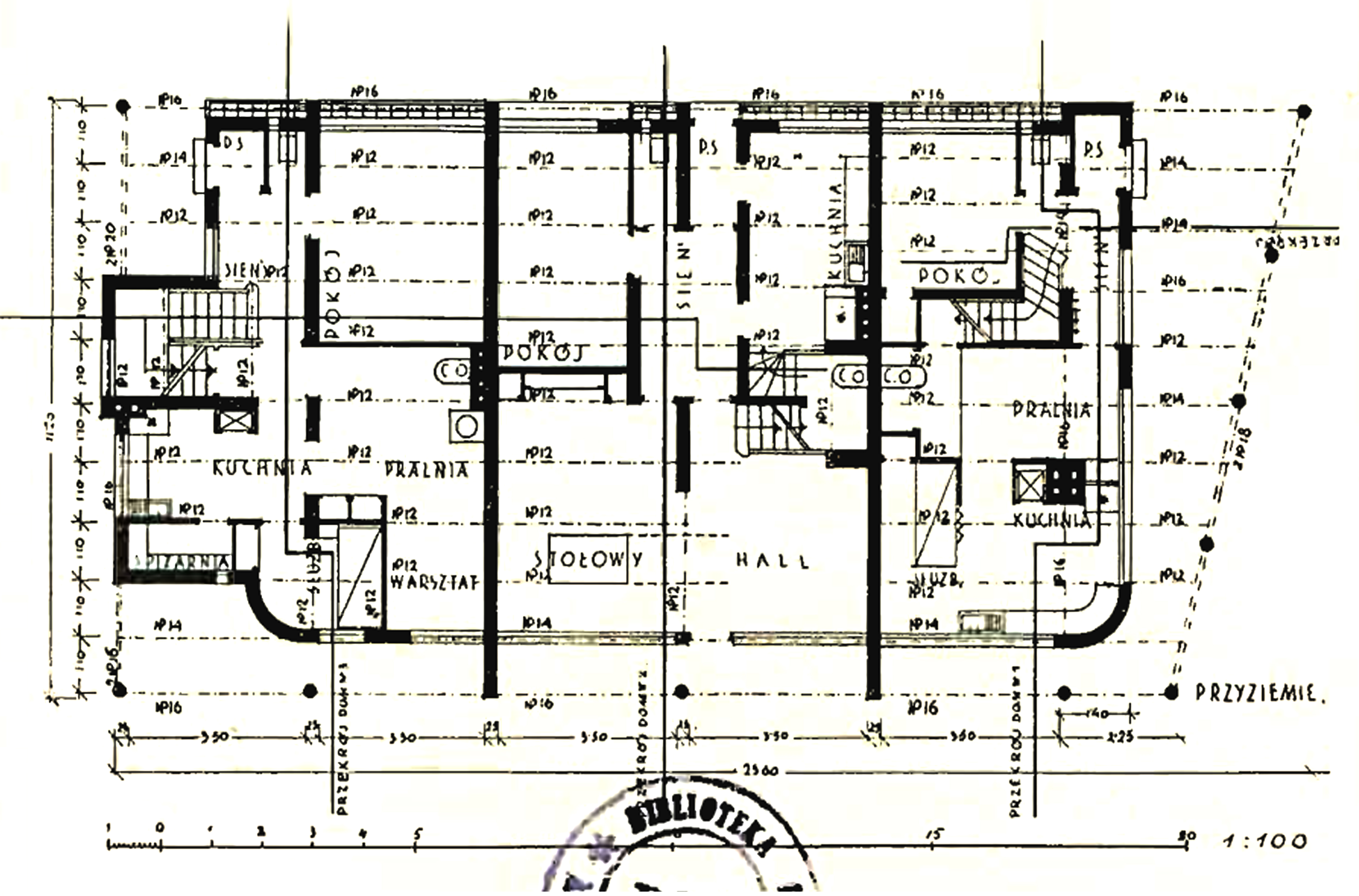
Parter
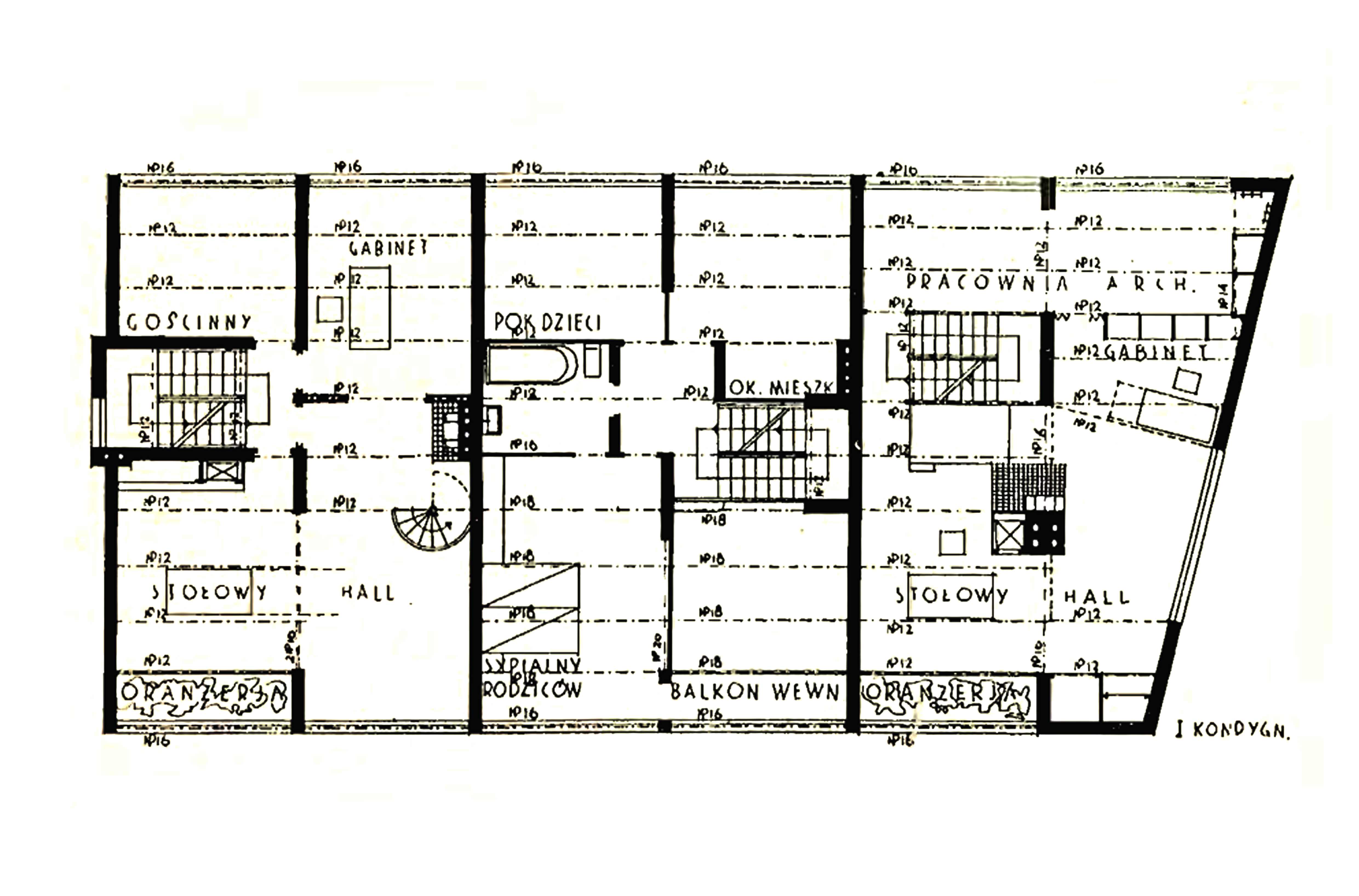
Piętro I
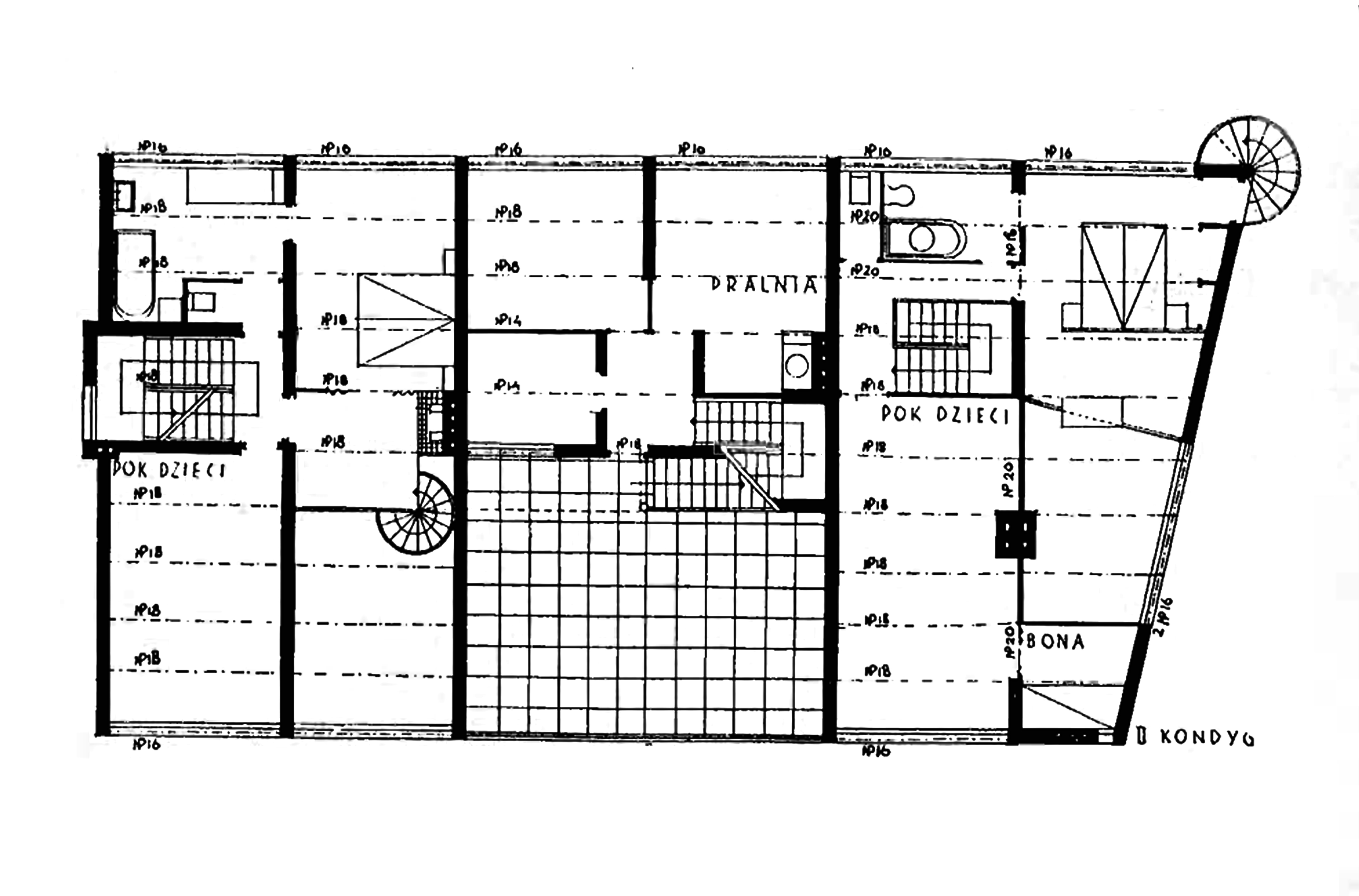
Piętro II

### Zdjęcia z 1935

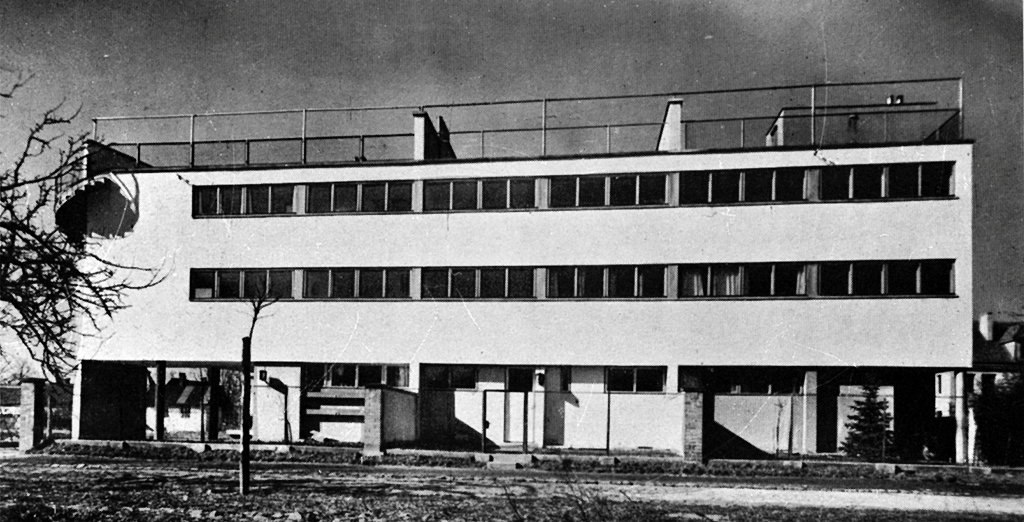
Elewacja frontowa
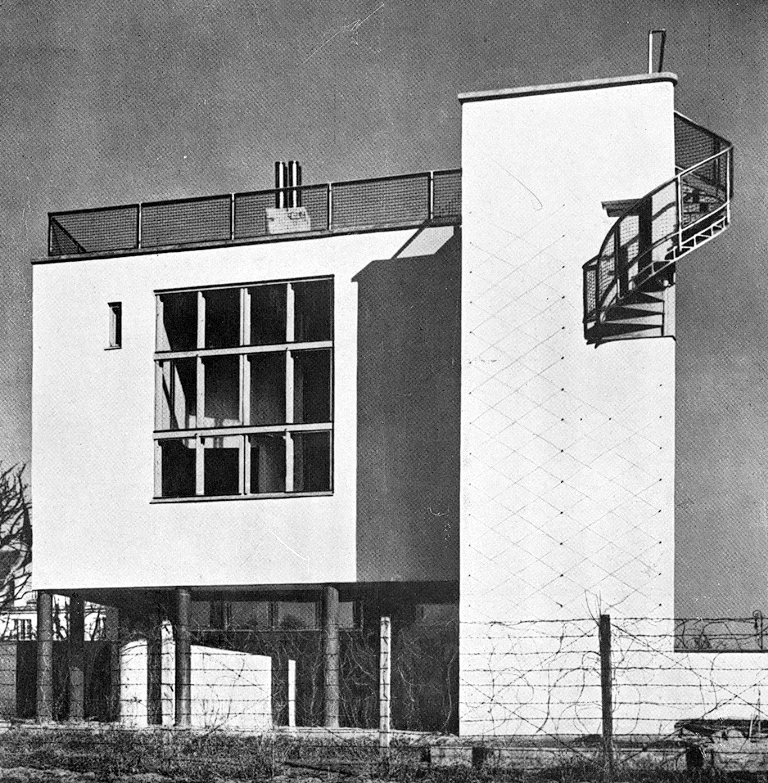
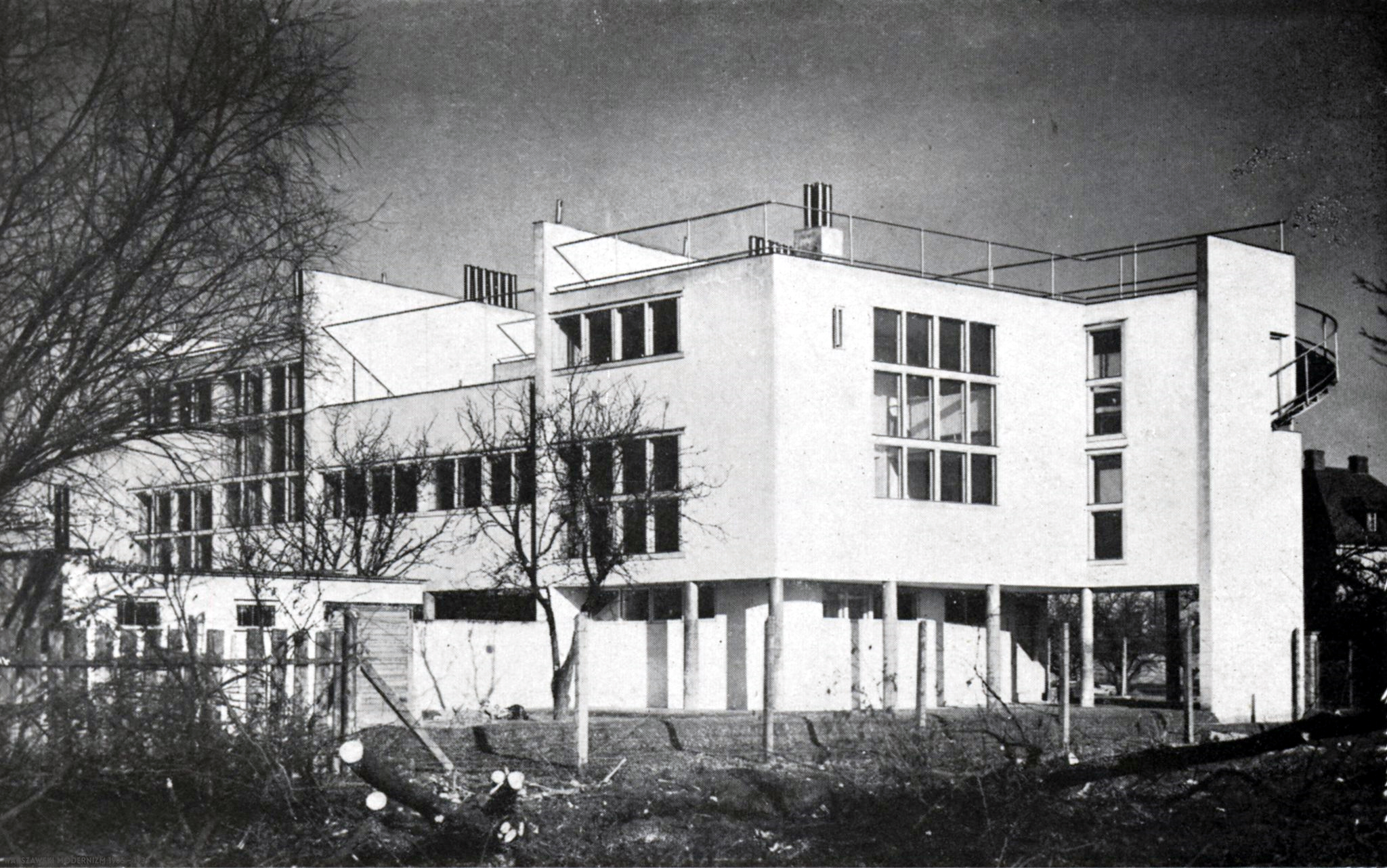
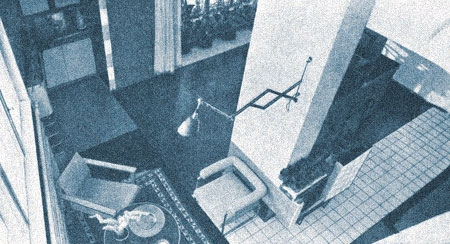
Wnętrze segmentu Lacherta (nr 9)